# اریک پالسون
اریک پالسون (انگلیسی: Erik Paulson؛ زادهٔ ۱ ژانویهٔ ۱۹۶۶) ورزشکار هنرهای رزمی ترکیبی، کشتی‌گیر، جودوکار، کاراته‌کا، و تکواندوکار اهل ایالات متحده آمریکا است.